# والتر شوت
والتر شوت (بالألمانية: Walter Schott)‏ هو نحات ألماني، ولد في 1 أكتوبر 1861 في إلسنبورغ في ألمانيا، وتوفي في 2 سبتمبر 1938 في برلين في ألمانيا.

## معرض صور

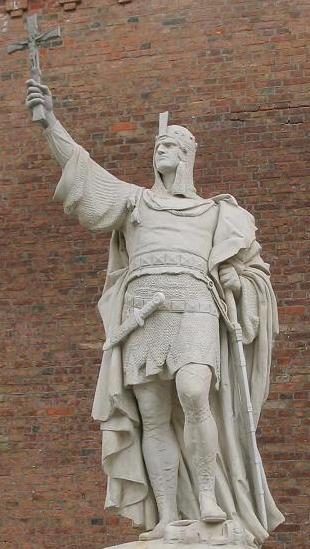
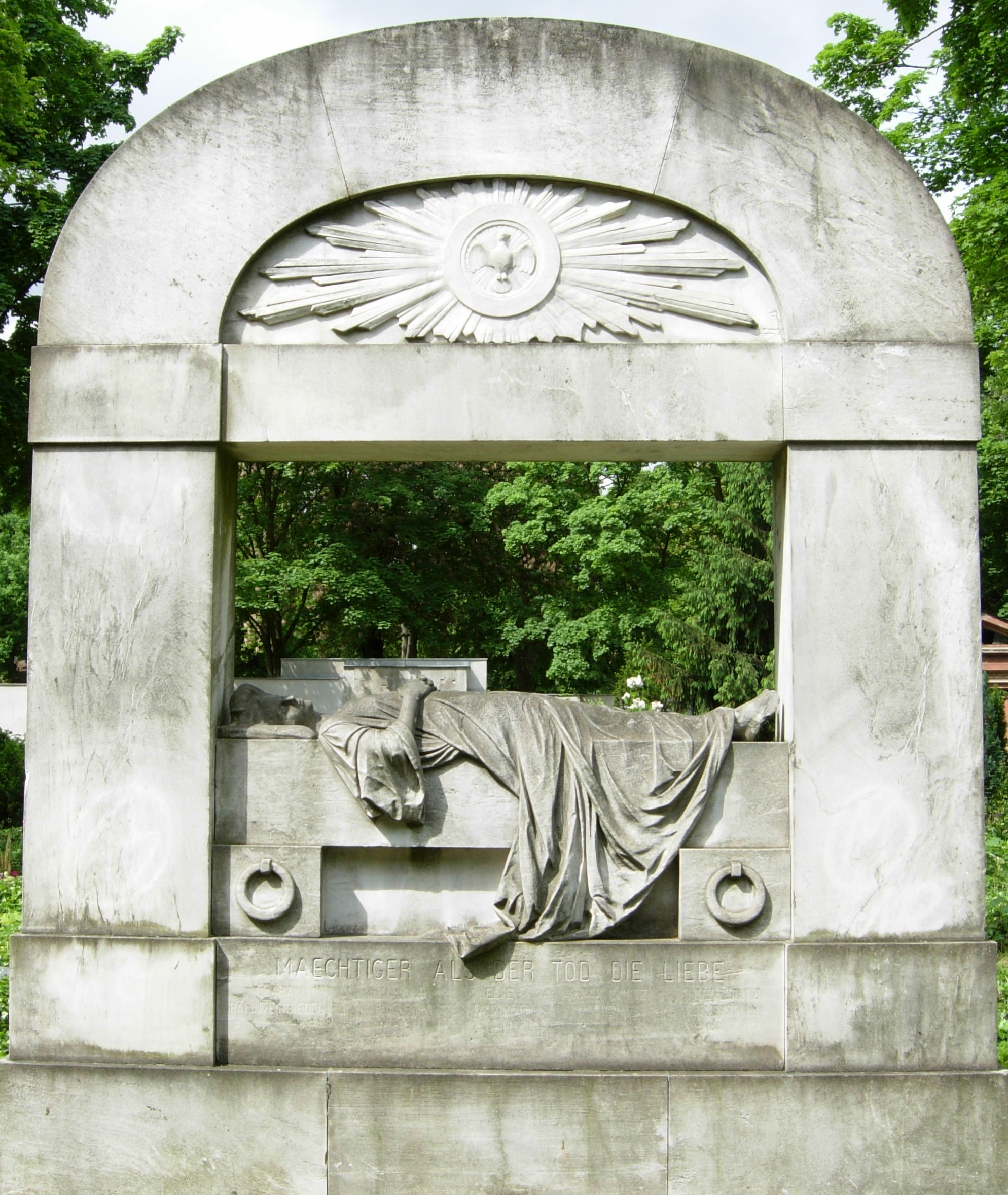
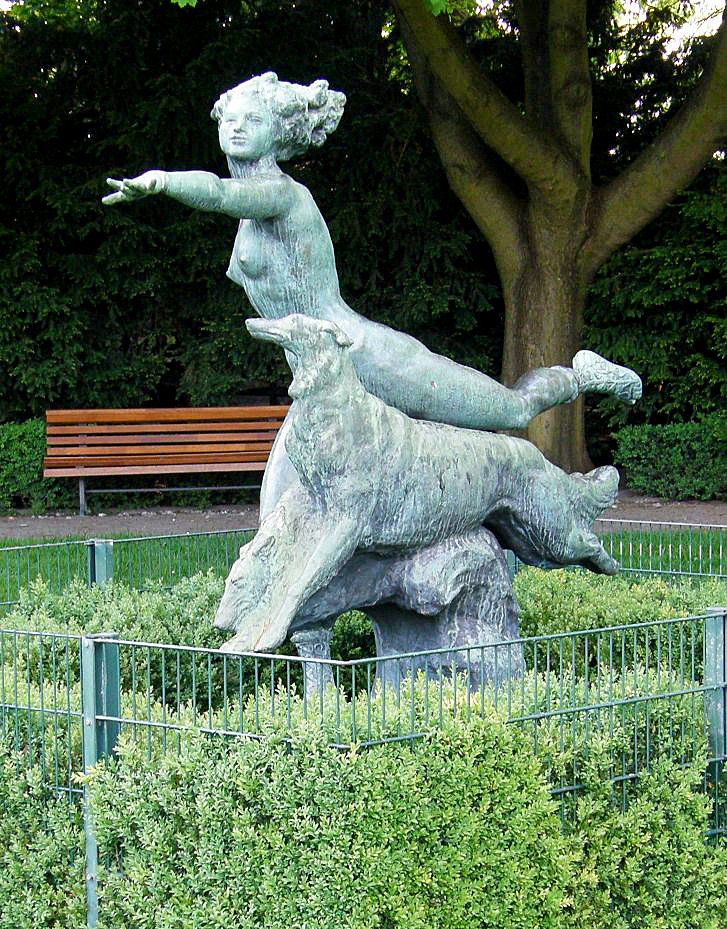
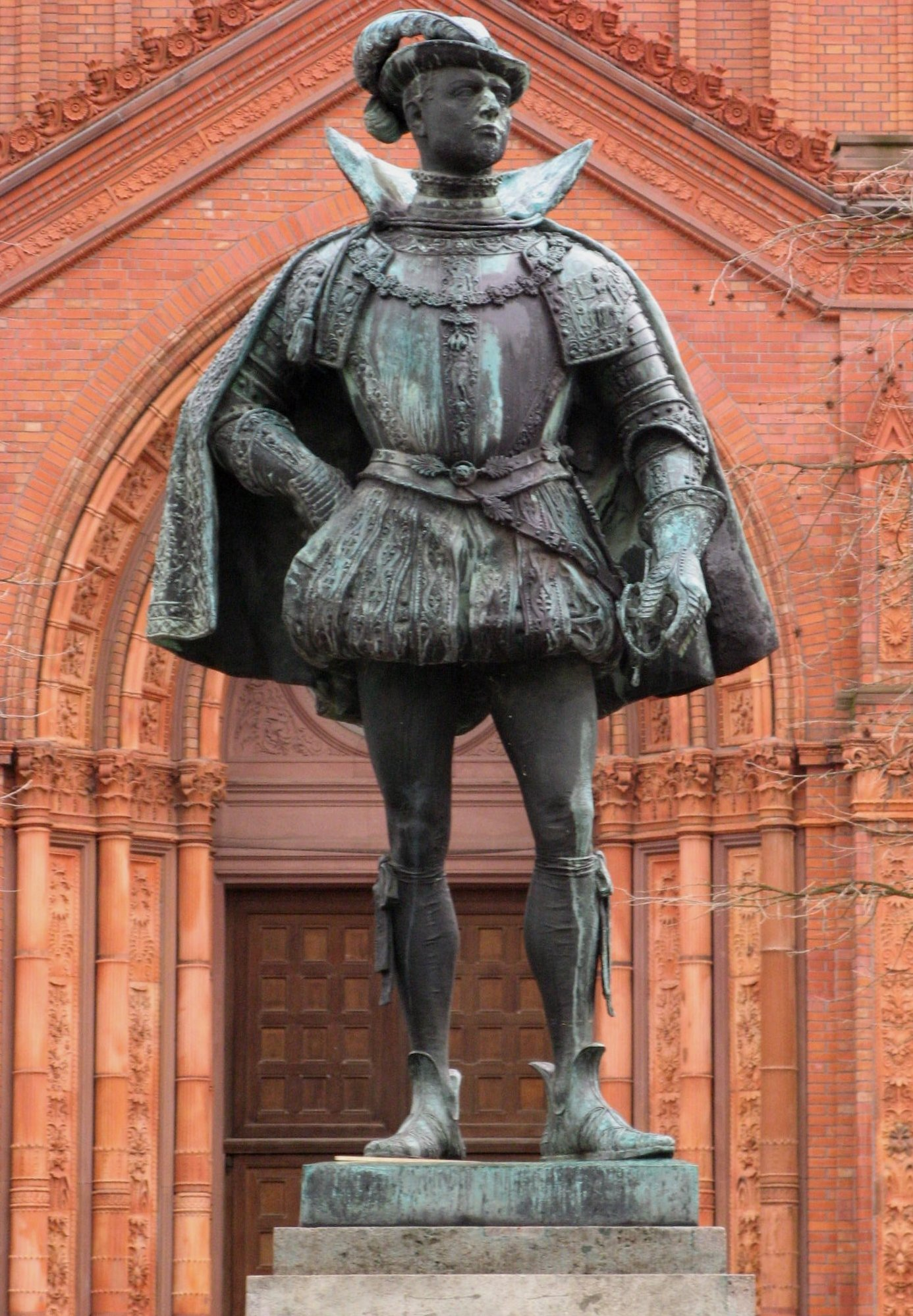
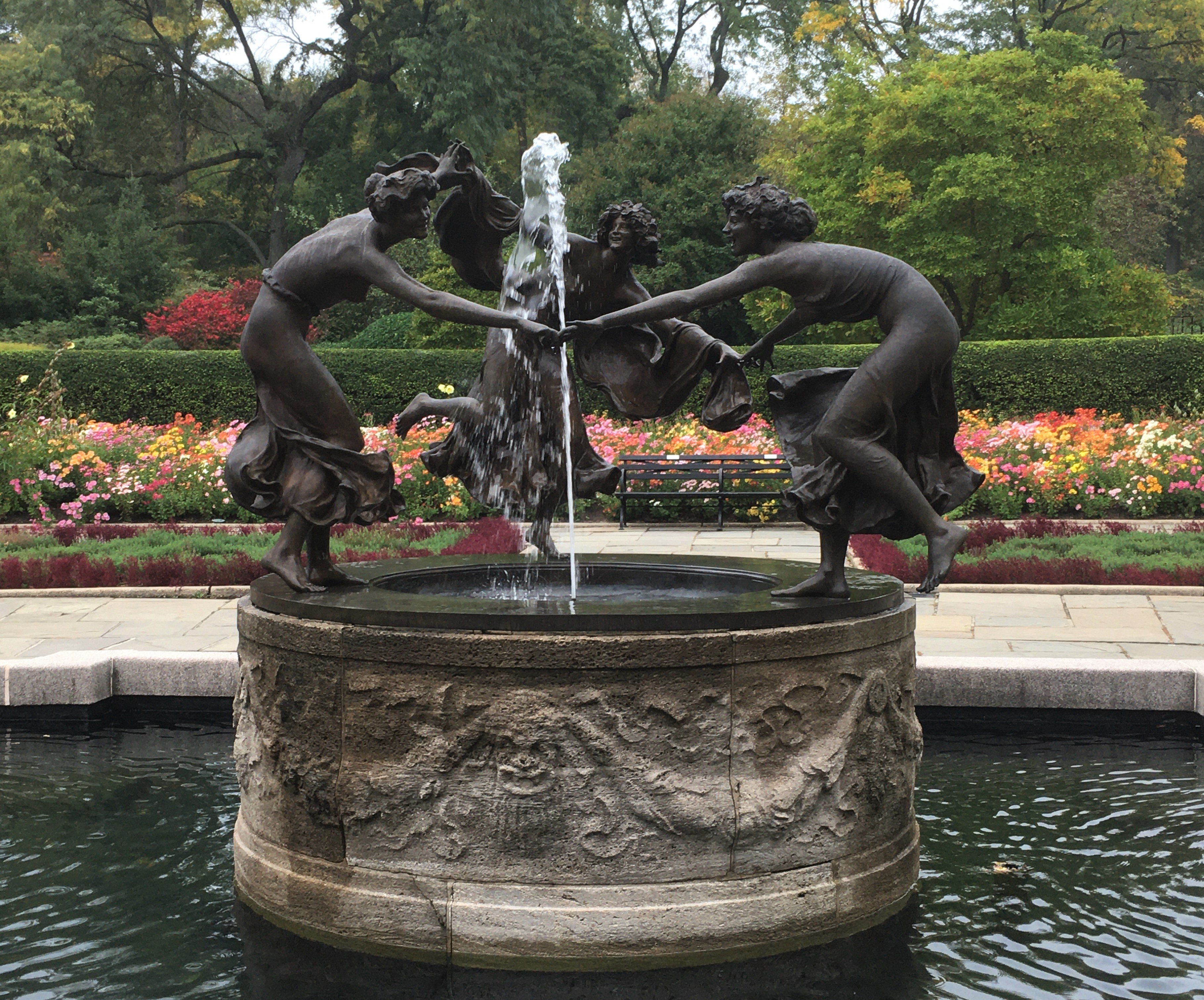